# 藤原貞主
藤原 貞主（ふじわら の さだぬし）は、平安時代初期の貴族。名は真主とも記される。藤原北家、参議・藤原楓麻呂の孫。三河守・藤原園主の子。官位は従四位下・近江権守。

## 経歴
嵯峨朝末の弘仁13年（822年）従五位下に叙爵。その後、淳和朝から仁明朝初頭にかけての具体的な任官内容は伝わらないものの、頻繁に内外の諸官を歴任し、任ぜられた官職で必ず治績を挙げたという。
仁明朝において、承和3年（836年）従五位上、承和6年（839年）近江権介、承和8年（841年）正五位下・近江介に叙任される。さらに、近江介在任中の承和9年（842年）7月に発生した承和の変において近江国逢坂関の警固が行われた際、従四位下・近江権守に叙任されるなど、仁明朝では近江国の国司を務めている。
承和11年（844年）9月16日卒去。享年70。最終官位は近江権守従四位下。

## 人物
温和かつ聡明な性質で、政務を上手く取り仕切る能力があった。書類が山積して、雑多な事務が溜まっているような時であっても、飲酒の楽しみを忘れる事はなく、酔ってますます明晰となり、まるで流れるように裁断していった。そのため、他の役人や民は、貞主が酔っていても、敢えて欺くような真似をする事はなかったという。

## 官歴
『六国史』による。
- 時期不詳：正六位上
- 弘仁13年（822年） 10月1日：従五位下
- 承和3年（836年） 正月7日：従五位上
- 承和6年（839年） 9月7日：近江権介
- 承和8年（841年） 2月6日：近江介。11月20日：正五位下
- 承和9年（842年） 7月25日：従四位下。8月11日：近江権守
- 承和11年（844年） 9月16日：卒去（近江権守従四位下）